# Konstandina Kunewa
Konstandina Kunewa, gr. Κωνσταντίνα Κούνεβα, bułg. Константина Кунева, trb. Konstantina Kunewa (ur. 28 września 1964 w Silistrze) – grecka działaczka związkowa i sprzątaczka bułgarskiego pochodzenia, z wykształcenia historyk, posłanka do Parlamentu Europejskiego VIII kadencji.

## Życiorys
Studiowała historię i archeologię na Uniwersytecie Wielkotyrnowskim im. Świętych Cyryla i Metodego. W 2001 wyemigrowała do Grecji, gdzie znalazła zatrudnienie jako sprzątaczka (od 2003 w przedsiębiorstwie sprzątającym Ikomet). Zajęła się również działalnością związkową jako współzałożycielka i sekretarz branżowej organizacji pracowniczej PEKOP zrzeszającej sprzątaczy i pomoce domowe. Z powodu swojej aktywności społecznej otrzymywała pogróżki, wywierano też na nią presję celem zmuszenia do odejścia z pracy.
28 grudnia 2008 została przez nieustalonych sprawców zaatakowana kwasem siarkowym, w wyniku czego utraciła widzenie w jednym oku, doznała ograniczeń widzenia w drugim, a także uszkodzeń strun głosowych i tchawicy. Zdarzenie to, określane jako najpoważniejszy atak na działacza związkowego w Grecji w ciągu 50 lat, wywołało eskalację trwających już wówczas zamieszek i doprowadziło do starć z policją.
W wyborach w 2014 Konstandina Kunewa z listy Syrizy uzyskała mandat eurodeputowanej VIII kadencji, który wykonywała do 2019. Później związała się z Komunistyczną Partią Grecji.